# Perschotrawensk

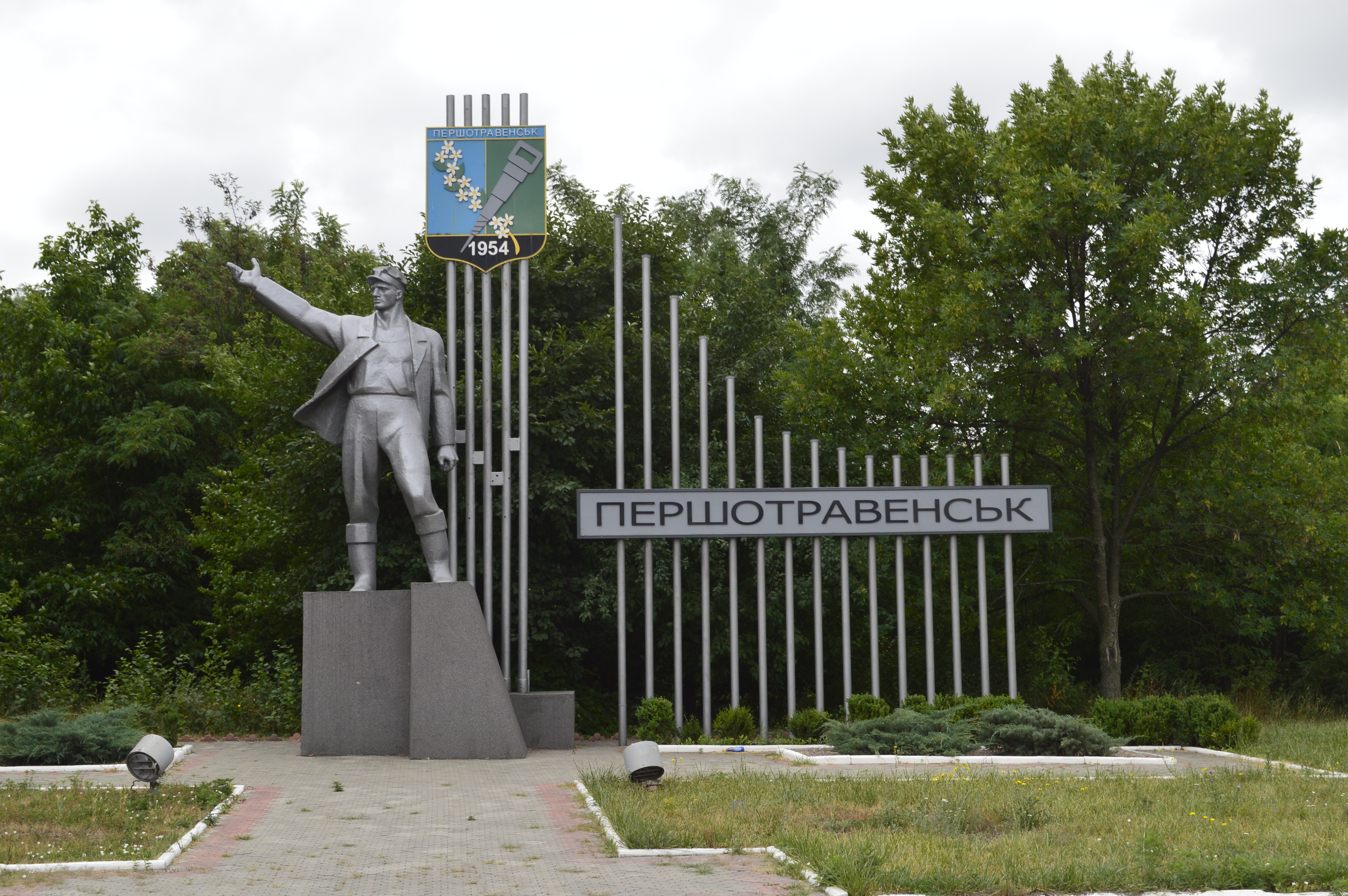
Denkmal im Ort

Perschotrawensk (ukrainisch Першотравенськ; russisch Першотравенск) ist eine am Dnepr-Donbas-Kanal gelegene Stadt im Nordosten der Oblast Dnipropetrowsk in der Ukraine. Mit 27.000 Einwohnern (2025) auf lediglich 2,9 km² Fläche ist die Stadt die mit der höchsten Bevölkerungsdichte (mehr als 10.000 Einwohner/km²) der Oblast. Die Entfernung nach Pawlohrad beträgt 50 km, das Oblastzentrum Dnipro ist in 123 km Entfernung über die Fernstraße M 04, eine Teilstrecke der E 50 zu erreichen.

## Geschichte
Perschotrawensk ist eine der jüngsten Städte in der Oblast Dnipropetrowsk. Die Stadtgeschichte ist untrennbar mit der Entwicklung des Bergbaus im Kohlerevier "westliches Donezbecken" verbunden. Als kleine Bergbausiedlung gegründet, wuchs die Stadt mit der Nutzung neuer Kohlegruben "Western Donbass Nummer 1 und 2". Der erste Stein für den Bau von Perschotrawensk, dass bis 1960 noch Schachtarske/Schachtjorske hieß, wurde im Mai 1954 gelegt. Am 6. Mai 1960 wurde aus Schachtarske die Siedlung städtischen Typs Perschotrawensk. Zwischen 1989 und Juli 2020 war Perschotrawensk eine Stadt von regionaler Bedeutung (kreisfreie Stadt unter Oblastverwaltung stehend), seitdem ist die Stadt Hauptort der gleichnamigen Stadtgemeinde Perschotrawensk (Першотравенська міська громада/Perschotrawenska miska hromada).

## Religion
Perschotrawensk ist ein einzigartiger Fall in der Ukraine, denn sie ist die erste Stadt, in der die evangelische Kirche mehr Anhänger hat als die orthodoxe Kirche. Die Zahl der Protestanten in der Stadt beträgt bis zu 1000 Personen. Die Stadt ist das ukrainische Zentrum der evangelischen Kirche "New Generation".

## Bevölkerung
| 1959  | 1970   | 1979   | 1989   | 2001   | 2005   | 2013   | 2016   |
| ----- | ------ | ------ | ------ | ------ | ------ | ------ | ------ |
| 1.285 | 20.422 | 23.660 | 28.068 | 29.140 | 28.859 | 29.038 | 28.834 |

Quellen: 1959–1970
1979
1989–2016

## Partnerstadt
Olszyna, Polen

## Persönlichkeiten
- Jaroslaw Rakyzkyj (* 1989), ukrainischer Fußballspieler